# VB-13 Tarzon
Die von der Bell Aircraft Corporation gebaute VB-13 Tarzon ist die letzte und auch schwerste gelenkte Bombe aus der Vertical-Bomb-Serie, die während des Zweiten Weltkrieges entwickelt wurde. Im Jahr 1948 erhielt sie die Bezeichnung ASM-A-1 und ist bis heute eine der schwersten Bomben, die je in einem Krieg eingesetzt wurden.

## Geschichte und Technik
Während des Zweiten Weltkrieges hatten die britischen Streitkräfte die Tallboy entwickelt. Diese 5400 kg schwere Freifallbombe wurde vor allem gegen Bunker eingesetzt. In Amerika war man an der Tallboy interessiert und erwarb eine Lizenz zu deren Bau. Da sich die VB-3 Razon und VB-4 Razon bewährt hatten, sollte die Tallboy in gleicher Weise umgerüstet werden. Dazu wurde um die Mittelsektion der Tallboy ein kreisrundes Leitwerk angebracht. Am Heckteil wiederum wurde ein achteckiges Leitwerk mit elektrohydraulisch betätigten Steuerflächen angebracht. Darüber wurde eine Leuchtfackel angebracht, so dass der Bombenschütze die Flugbahn über das Norden-Zielgerät verfolgen konnte. Über einen Joystick, der elektronisch mit einer Radioantenne verbunden war, konnte die Flugbahn korrigiert werden. Die Entwicklung der VB-13 Tarzon (Tallboy Range and azimuth only) ging nur langsam voran, so dass die Tarzon erst nach dem Ende des Zweiten Weltkriegs einsatzbereit war.
Erstmals eingesetzt wurde die Tarzon im Koreakrieg bei der 19th Bombardment Group, einem Geschwader, das ausschließlich mit Boeing B-29 Superfortress ausgerüstet war. Dazu wurden drei B-29 modifiziert, damit sie jeweils eine VB-13 aufnehmen konnten. Zu diesen drei Bombern gehörte die B-29 namens Luzifer (zehn Abwürfe), Raz’n Hell und Southern Comfort. Beim Ausbruch des Koreakrieges plante die US Air Force noch die Indienststellung von etwa 1000 VB-13 Tarzon. Während des Krieges wurden Brücken, Industriekomplexe und Kraftwerke mit der Tarzon bombardiert. Am 29. März 1951 erhielten die Piloten der 19th und 397th Bomber Group den Befehl, mehrere Brücken in der Stadt Sinŭiju, die über den Yalu-Fluss führten, zu zerstören. Da es auf der Koreanischen Halbinsel Frühling wurde und das Eis auf den Flüssen auftaute, konnten die nordkoreanischen und verbündeten chinesischen Streitkräfte die Flüsse nun wieder nur auf Brücken überqueren. Da die Brücke in Sinŭiju als einzige bislang noch nicht zerstört worden war, galt sie als Primärziel. Alle drei B-29 starteten in Okinawa, aber schon kurz nach dem Start meldete einer der Bomber Motorprobleme und kehrte um. Die beiden verbliebenen B-29, darunter die Southern Comfort mit dem Commander der 19th Bombardment Group, Col. Payne Jennings Jr., flogen weiter. Aber auch die Southern Comfort bekam Motorprobleme und verlor rasch an Höhe und Geschwindigkeit. In ihrem letzten Funkspruch meldete sie die Absicht, die Tarzon über dem Chinesischen Meer abzuwerfen, um so das Flugzeug leichter zu machen und nach Okinawa zurückkehren zu können. Die Southern Comfort kam nie in Okinawa an, trotz einer SAR-Mission konnten nur Wrackteile geborgen werden. Col. Jennings und elf weitere Besatzungsmitglieder kamen bei dem Absturz ums Leben. Die letzte der drei B-29 erreichte zwar das Zielgebiet, die Tarzon verfehlte jedoch die anvisierte Brücke.
Im Untersuchungsbericht zur Absturzursache wurde festgestellt, dass die Southern Comfort versucht hatte, in niedriger Höhe über dem Meer die Tazon abzuwerfen. Dies gelang, aber durch ein fehlerhaftes Kabel am Zündmechanismus war die Tazon unbeabsichtigt scharfgemacht worden und explodierte beim Aufprall auf die Wasseroberfläche. Durch den Explosionsdruck wurde die tief fliegende Southern Comfort zerstört. Um dies in Zukunft zu verhindern, wurde der Zündmechanismus überarbeitet und den Bomberbesatzungen verboten, die Tarzon unterhalb einer Höhe von 5000 feet (1500 m) abzuwerfen. Auch wurde nach dem Verlust der Southern Comfort eine weitere B-29 mit dem Namen Miss N.C. (North Carolina) umgebaut. Die Tarzon kam jedoch nicht wieder zum Einsatz, was auch am Widerstand der Bomberverbände lag. Sie begründeten die Weigerung neben technischen Problemen damit, dass die Tarzon nur am Tag und bei gutem Wetter eingesetzt werden konnte. Die Abwurfhöhe lag zudem in der Schussreichweite der gegnerischen Flak. Außerdem spielten die immer häufiger werdenden Kontakte mit der Mikojan-Gurewitsch MiG-15, einem nur am Tag operierenden Jagdflugzeug, eine Rolle. Kurz danach wurde der Bau neuer Tarzon eingestellt und sie wurde ausgemustert.
Nach dem Koreakrieg gab es Untersuchungen über die Zuverlässigkeit und Treffergenauigkeit der VB-13. Dort wurde festgestellt, dass bei den 30 Tarzon-Missionen – also Abwürfen unter Gefechtsbedingungen – 16 Tarzon nach dem Abwurf nicht steuerbar waren, bei 13 weiteren die Leuchtfackel nicht funktionierte und fünf weitere keine stabile Flugbahn hatten. Nur bei sechs Abwürfen konnte mit der Tarzon das anvisierte Ziel zerstört werden.